# Suggmage

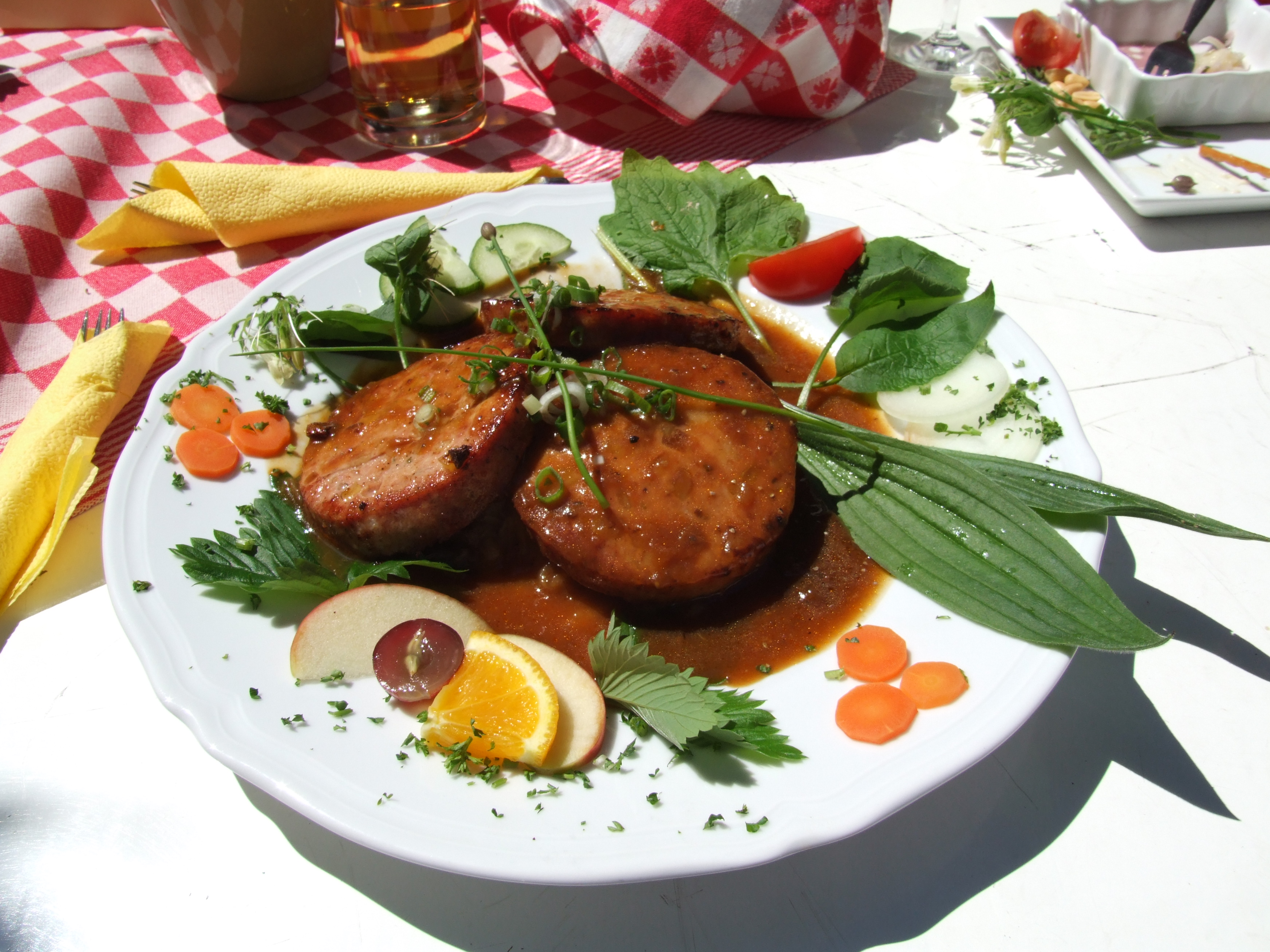
Pfälzer Saumagen med surkål

Suggmage, från tyskans (Pfälzer) Saumagen, traditionell maträtt från Pfalz-regionen i Tyskland, där den utgör typisk husmanskost. Maträtten har fått sitt namn av att dess ingredienser vid tillagning fylls i en (väl rengjord) magsäck från gris (inte nödvändigtvis en sugga). Ingredienserna, alla finhackade och blandade före fyllning, är framför allt magert fläskkött, fett fläsk, potatis och olika kryddor. Ibland förekommer också ägg och morötter. Antalet exakta recept, särskilt avseende kryddning och tillbehör, anses vara lika stort som antalet husmödrar i Pfalz.
Efter fyllning och tillslutning tillagas suggmagen i hett (dock ej kokande) vatten. Därefter skivas suggmagen i grova skivor, och steks vanligen före servering. Själva magen (som utgör skivornas kant) äts oftast inte. Stekt suggmage smakar ungefär som den svenska maträtten pytt i panna.
Traditionen att utnyttja ett slaktdjurs magsäck för tillagning av mat förekommer också på andra håll, exempelvis i den skotska maträtten Haggis, där (till skillnad mot suggmage) även inälvor utnyttjas som ingredienser.
Den tidigare tyske förbundskanslern Helmut Kohl, bördig från förbundslandet Rheinland-Pfalz, blev känd som en stor älskare av suggmage.